# Cirat
Cirat es un municipio de la Comunidad Valenciana, España. Situado en el interior de la provincia de Castellón, es una población singular del Alto Mijares. Cuenta con una población de 214 habitantes (INE 2024). Se trata de un municipio hispanófono, en el que el español cuenta con el predominio lingüístico reconocido legalmente.

## Geografía
El núcleo urbano se encuentra a 401 metros de altitud (iglesia) en medio de un paisaje montañoso presidido por el valle del Mijares. Cuenta con una topografía abrupta surcada por barrancos y montes que rondan los 1.000 m de altitud. Una importante masa forestal, principalmente formada por pinares salpicados de carrascas, alcornoques y robles. Cuenta con numerosas fuentes como: La Salud, Macasta, Lobo, Madroñal, Umbría, Crespo, Costur, Jarica, Carrasca Mitgeta... 
Desde Castellón de la Plana se accede a esta localidad a través de la CV-20.

### Barrios y pedanías
En el término municipal de Cirat se encuentran los núcleos de población de El Collado Blanco (3 hab. en el año 2007), El Tormo (70 hab.) y el propio Cirat (183 hab.).
El Tormo es una aldea dependiente administrativamente de Cirat. El núcleo urbano se encuentra a casi 450 metros de altitud en medio de un paisaje montañoso presidido por el valle del Mijares. Cuenta con una geografía abrupta surcada por barrancos y montes que rondan los 1.000 m de altitud. Una importante masa forestal de pinares y salpicada por numerosas fuentes como; La Salud, Macasta, Lobo, Madroñal, Umbría, Crespo, Costur, Jarica, Carrasca Mitgeta, Piojo, Pinar...

### Localidades limítrofes
El término de Cirat limita con los de Arañuel, Montanejos, Montán, Torralba del Pinar, Fuentes de Ayódar, Torrechiva, y Ludiente, todos ellos de la provincia de Castellón.

## Historia
Cirat fue villa musulmana, aunque pudiera haber existido en la época bajoimperial romana una villa con núcleo habitado en sus proximidades. Es tras la reconquista cuando pasa a pertenecer a los dominios de Abu-Zeit hasta 1235, fecha en la que el pueblo se subleva porque este rey se había convertido al cristianismo. Un año más tarde el mismo Abu-Zeit la reconquista y al morir este vuelve a la corona, la cual en 1342 la vende a Gonzalo Ximénez de Arenós incorporándola así a la baronía de Arenós. Cuando esta se extingue vuelve a la corona hasta que en 1628 Felipe IV crea el condado de Cirat formado por esta villa, El Tormo y Pandiel y lo dona a la familia Vilarig. En la documentación del segundo Fuero de Daroca (1142) se escribe como Cirab.
Tras la reconquista, los musulmanes siguieron habitando Cirat, siendo estos bautizados en 1535. Tras la expulsión de los moriscos en 1609 la población sufre una notable merma de la que no se recuperará hasta finales del siglo XVII, alcanzando en 1833 los 1.877 habitantes. A partir de entonces se inicia un periodo de emigración hasta que en la década de 1950 acuden a la villa numerosos trabajadores que construyen el canal Montanejos-Cirat. Cuando acaban las obras vuelve la emigración hasta quedar la población estabilizada en la actual.

## Demografía
Cirat cuenta con una población de 214 habitantes (INE 2024).
| Gráfica de evolución demográfica de Cirat entre 1842 y 2021 |
| |
| Población de derecho según los censos de población del INE Población de hecho según los censos de población del INEEn este censo se denominaba Cirat, Pardiel y Tormo: 1842. |

| 1.543 | 1.643 | 1.504 | 1.303 | 1.284 | 1.147 | 1.958 | 525 | 395 | 315 | 282 | 272 | 256 | 256 | 201 |

## Economía
Cultivos mediterráneos y economía basada en la agricultura

## Monumentos
Torre del conde de Cirat
Palacio de los condes de Cirat

## Lugares de interés

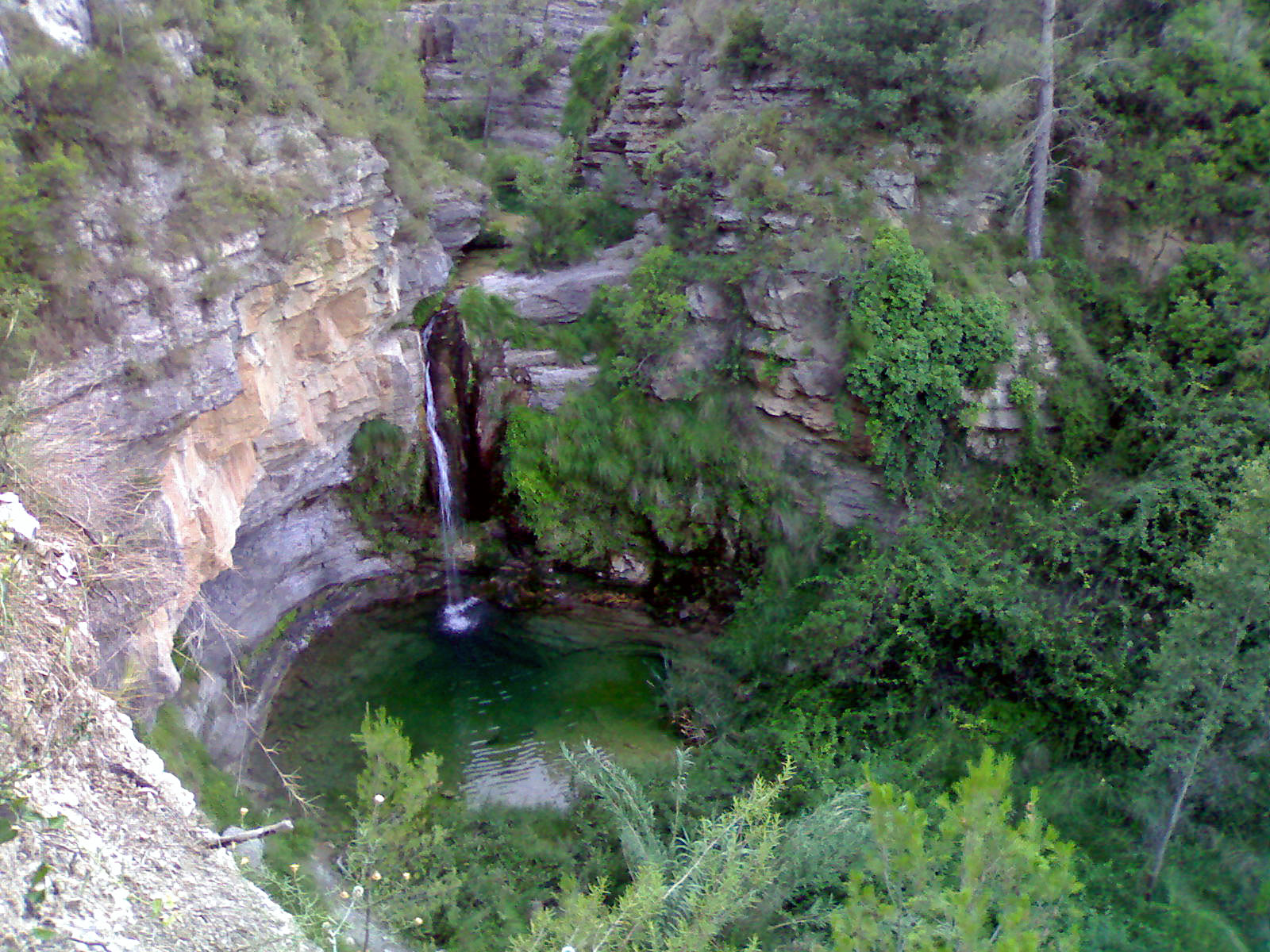
Salto de la Novia.

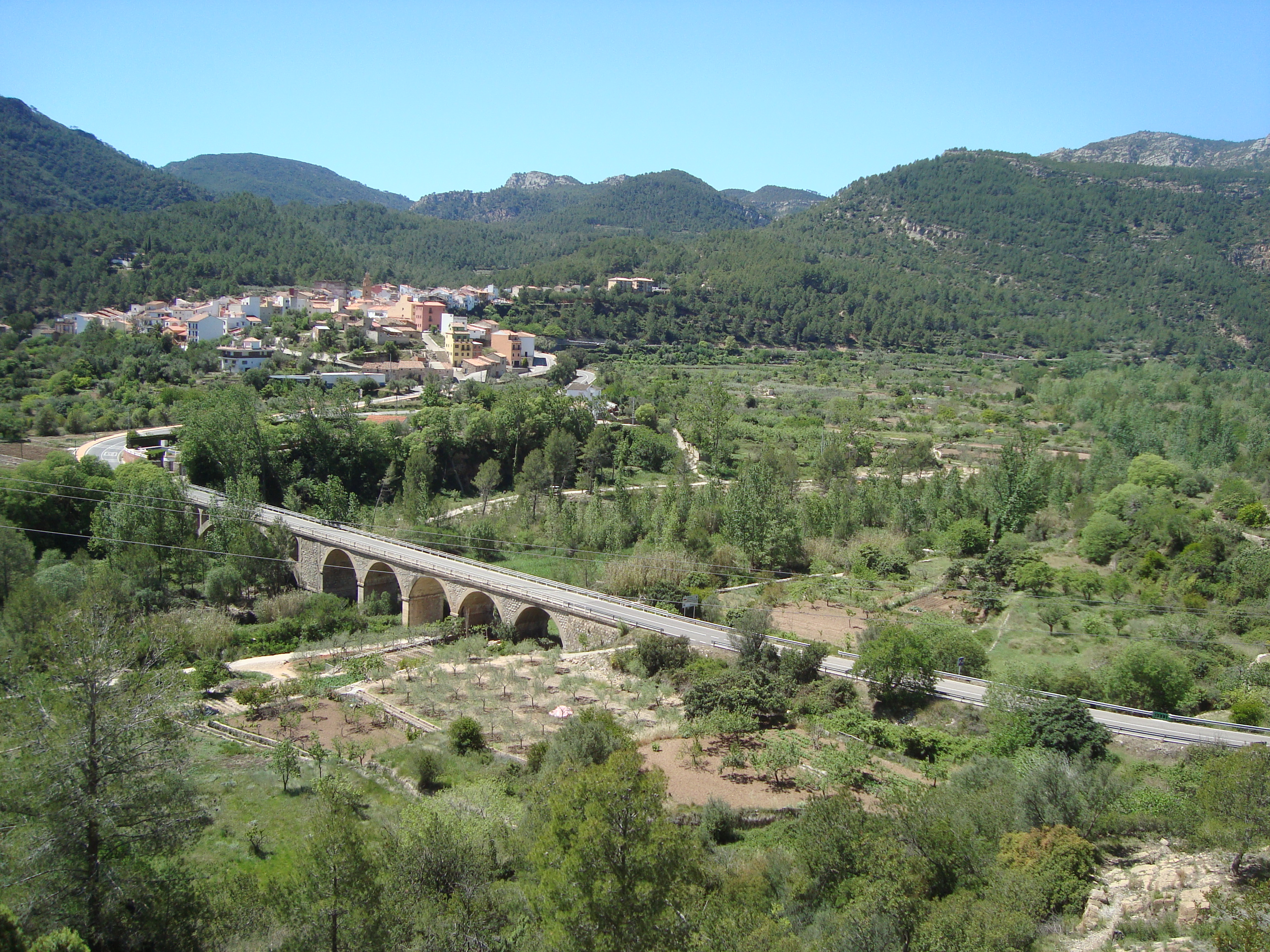
Panorámica de Cirat (Castellón).

- Aldea del Tormo.
- Fuente de la Salud.
- Fuente de Macasta.

- Fuente de la Jarica.
- Fuente Torres.
- Museo Etnológico.
- Mirador de la Noguerica.
- Fuente del Piojo.
- Piedra del Mediodía.
- El castillico.
- La pedrera.
- Poza del barranco de las SalinasEl lavadero.

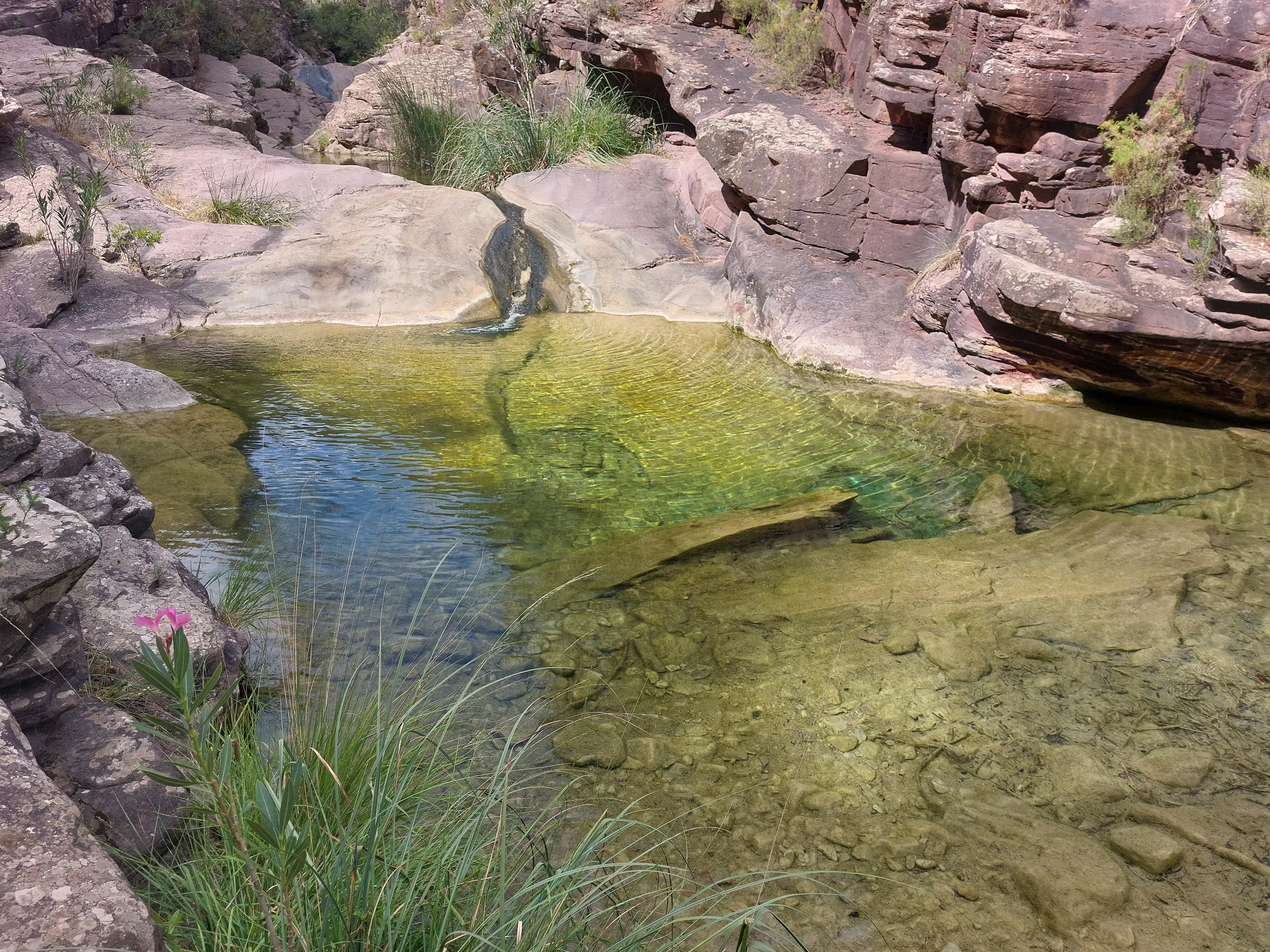
Poza del barranco de las Salinas

- La cueva Honda o Covonda y su patrimonio.
- Barranco de las Salinas.
- Iglesia de San Bernardo.
- Iglesia de Nuestra Señora de los Desamparados.

## Fiestas

### Fiestas en Cirat
- San Antonio. Se celebra el 17 de enero.
- San Bernardo. Segunda quincena de agosto.
- Virgen del Pilar. Se celebra el 12 de octubre.

### Fiestas en El Tormo
Actualmente existen varios festejos en la aldea. Los principales y consolidados son las fiestas de agosto y septiembre, en julio se hizo una orquesta con un éxito de asistencia y se espera que se consoliden.
- Fiestas populares. Se celebran a partir del segundo viernes de agosto.
- Fiestas en honor a la Virgen de los Desamparados. Se celebran a partir del segundo viernes de septiembre.
- San Antonio. Se celebran el último fin de semana de enero.

## Política
| Periodo   | Nombre                     | Partido         |
| --------- | -------------------------- | --------------- |
| 1979-1983 | Ramón Suay Peña            | UCD             |
| 1983-1987 | Manuel Navarrete Zarzoso   | AP              |
| 1987-1991 | Vicente Sorní Suay         | Alianza Popular |
| 1991-1995 | Jesús Daniel Gargallo Peña | PP              |
| 1995-1999 | Jesús Daniel Gargallo Peña | PP              |
| 1999-2003 | Jesús Daniel Gargallo Peña | PP              |
| 2003-2007 | Jesús Daniel Gargallo Peña | PP              |
| 2007-2011 | Celestino Badenas Badenas  | PP              |
| 2011-2015 | Celestino Badenas Badenas  | PP              |
| 2015-2019 | Manuela Monzonís Barberá   | PP              |

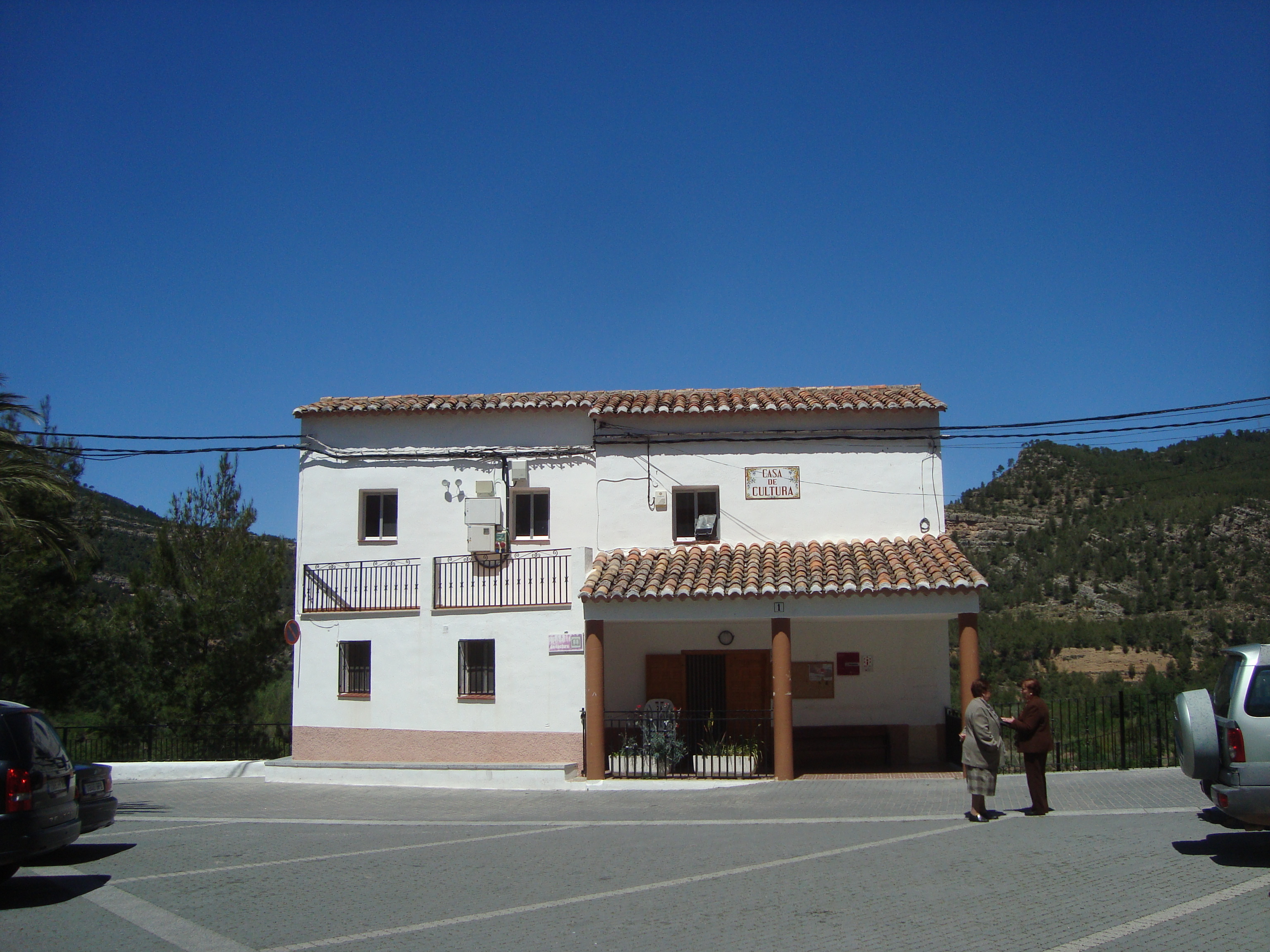
Casa de Cultura (Cirat)

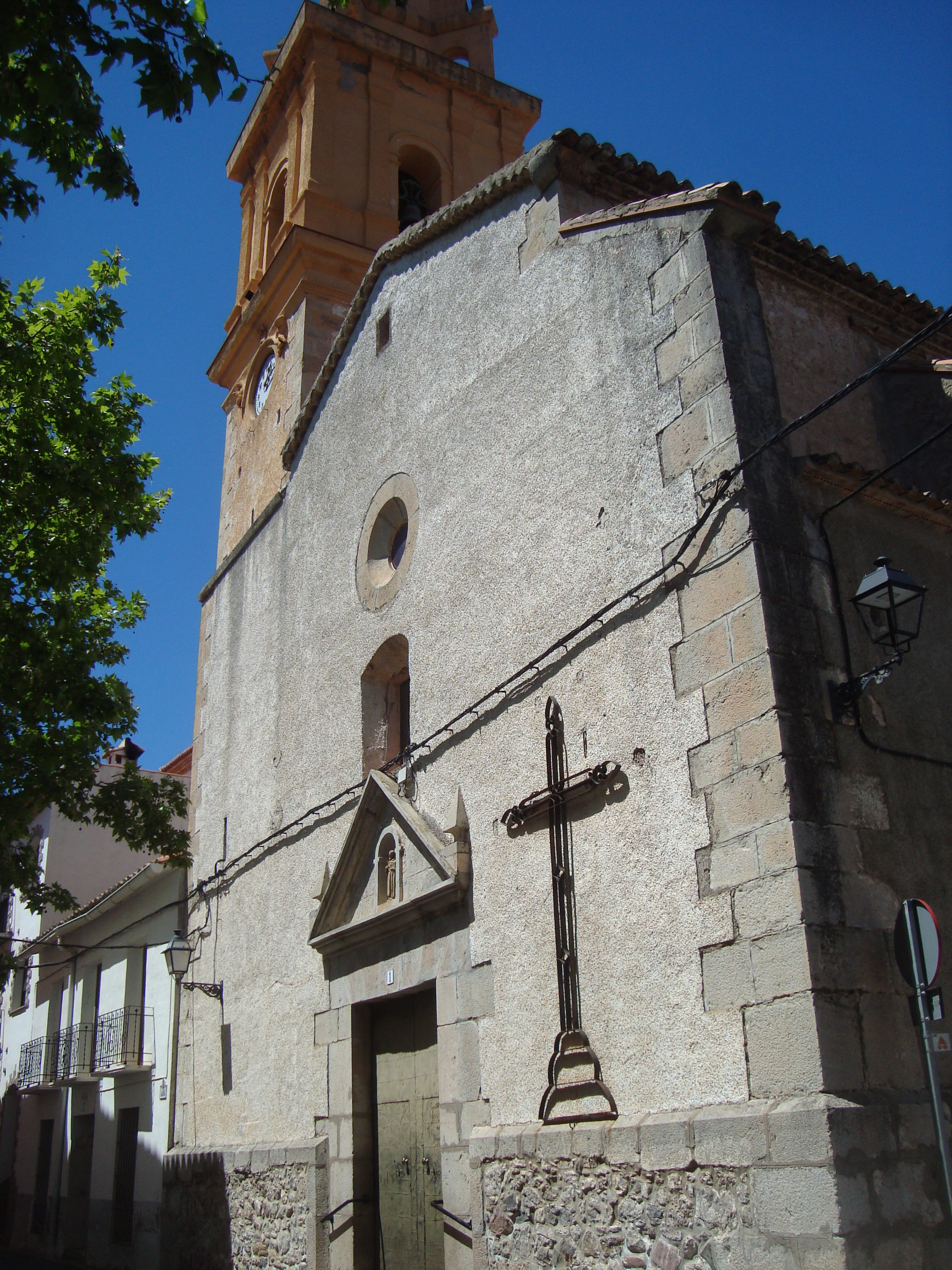
Iglesia parroquial de San Bernardo (Cirat)

| 2019-2023 | Rafael Matoses Fortea      | PSPV-PSOE       |
| 2023-act. | Pascual Salines Bito       | PP              |